# Septune
Septune är en ort i Mexiko.   Den ligger i kommunen Santa María Petapa och delstaten Oaxaca, i den sydöstra delen av landet, 500 km sydost om huvudstaden Mexico City. Septune ligger 201 meter över havet och antalet invånare är 329.
Terrängen runt Septune är kuperad åt nordväst, men åt sydost är den platt. Runt Septune är det ganska glesbefolkat, med 45 invånare per kvadratkilometer. Närmaste större samhälle är Colonia Rincón Viejo, 1,6 km öster om Septune. Omgivningarna runt Septune är en mosaik av jordbruksmark och naturlig växtlighet.